# Архитектура Городенского княжества

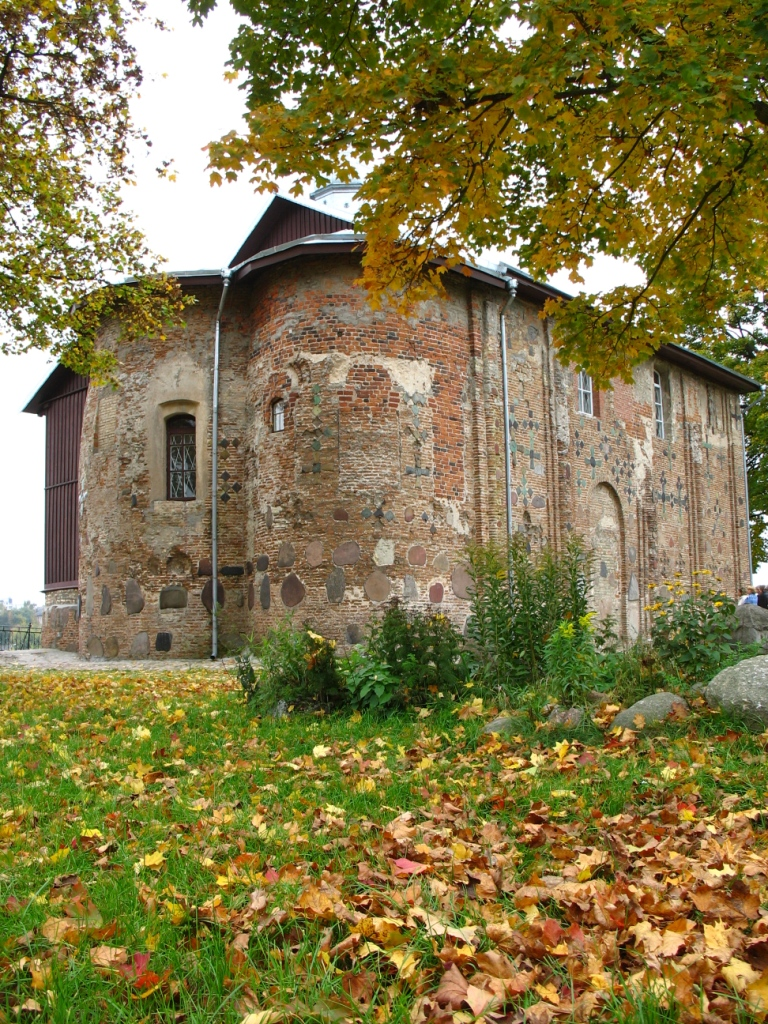
Коложская церковь — единственный сохранившийся (в искажённом виде) памятник чёрнорусского зодчества.

Зодчество Городенского княжества отличается большим своеобразием. В летописном источнике имеется известие, что в Городене от пожара в 1183 году пострадала каменная церковь. Из этого следует, что каменно-кирпичное строительство на северо-западном рубеже Древней Руси велось не позднее 1180 года. Как раз в этот период оно прекратилось в соседнем Полоцком княжестве, что может свидетельствовать о переходе местных строительных кадров из раздираемого междоусобицами Полоцка в более благополучный Городно.
По археологическим материалам в Гродненской области известно семь древнерусских памятников — пять в Гродно, один в Новогрудке и один — в Волковыске. Памятники Гродно и Волковыска имеют между собой очень много общего. Их немногочисленность и внутренняя близость указывает на то, что строительство каменных памятников в Городенском княжестве длилось недолго, не более одного-двух десятилетий.
Подобно последним полоцким памятникам, гродненские храмы — в объёме столпообразные, о чём свидетельствует стремление зодчих перенести подкупольное пространство на западные пары столбов. Структурно они являются продолжением полоцкого зодчества, но в отношении полихромного декора показывают большое своеобразие и могут быть сближаемы разве что с памятниками европейской романики.
После 1210 года монументальное строительство в Чёрной Руси не велось вплоть до образования Великого княжества Литовского. Ниже перечислены все известные археологам домонгольские памятники этих мест.
| Название и местонахождение                                                          | Время постройки | Степень сохранности | Архитектурная характеристика | Фото |
| ----------------------------------------------------------------------------------- | --- | --- | --- | ---- |
| Нижняя церковь в Городенском детинце, Гродно                                        | По предположению Н. Н. Воронина, первый каменный собор Городенского княжения. Построен не позднее 1183, возможно, ещё при первом городенском князе Всеволодке (княжил в 1127-42 гг.).                                                                                            | Храм погиб в пожаре 1184/1185 года, о котором летопись сообщает: «Городен погоре весь и церкы каменая от блистание молние и шибения грома». Стены, однако, уцелели местами на высоту до 350 см. Хорошо сохранился рисунок пола. | Шестистолпный одноапсидный храм с плоскими лопатками. Столпы квадратные со скошенными углами. Равно скошены углы и самого здания. Боковые восточные членения пониженные, что ведёт к переносу давления на западную пару столбов. В юго-западном углу располагалась винтовая лестница для подъёма на хоры, выделенная полукруглой стенкой. В убранстве стен, кроме полихромных камней и плиток применены поливные блюда. |      |
| Борисоглебская церковь на Коложе, Гродно                                            | Середина XII века (разлёт датировок — от 1140-х до 1180-х) | Сохранилась не полностью: её своды и глава исчезли давно, южная и часть западной стены обрушились в Неман в результате оползня в 1853 году.                                                                                     | Одноглавая трехапсидная церковь на восьми круглых столбах. Наружные пилястры — двухуступчатого профиля, со скругленными углами, что указывает на привлечение луцко-туровских зодчих. Хоры располагались в западном членении и были доступны через лестницу в толще западной стены. Назначение лестниц в стенах боковых апсид неясно, так как южная стена храма обрушилась и отсутствуют своды. Кирпичная кладка, как и в киевских памятниках, равнослойная, но примечательна вкраплениями цветных шлифованных камней и фигурных керамических плиток, образующих кресты и иные узоры. Керамическая плитка пола фигурная, что позволяло набирать различные рисунки. Фрески — только в конхах, а интерьер декорирован бесчисленными сосудами-голосниками. |      |
| Борисоглебская церковь, Новогрудок                                                  | Как и предыдущий храм, церковь освящена в честь Бориса и Глеба — святых покровителей городенских князей Бориса и Глеба Всеволодковичей. Это может указывать на их постройку в одно время в 1140-х годах. Вероятно, старший из братьев правил в Городене, младший — в Новогрудке. | Храм XII века не сохранился. План установлен фрагментарно, так как на её месте стоит позднейший костел. | Техника кладки аналогична Благовещенской церкви в Витебске, только несколько небрежнее, что свидетельствует о работе одной строительной артели. Галереи пристроены позднее полочанами с применением кладки, обычной для Киева того времени. |      |
| Неизвестная церковь, Волковыск                                                      | | Не был достроен по неизвестным причинам. Подле заложенного фундамента были оставлены штабеля заготовленных материалов. | Трёхнефный одноапсидный храм на шести крестчатых столбах с плоскими наружными лопатками и скошенными углами. К юго-западному углу примыкает квадратная башня. Поверхность кирпичей не только плоская, но и отшлифованная на три грани. |      |
| Пречистенская церковь по наружную стену рва Гродненского детинца                    | | Не сохранился. | Совпадает с Нижней церковью по всем элементам плана, за исключением прямоугольной в плане апсиды. |      |
| Гражданская постройка с княжескими клеймами (вероятно, терем) в Гродненском детинце | Не позднее 1210 | Не сохранился | Редкий для Древней Руси каменный памятник гражданского зодчества, по размеру и богатству убранства превосходящий аналогичные постройки в Полоцке и Смоленске. |      |